# Bufo scorteccii
Bufo scorteccii és una espècie d'amfibi de la família de Bufonidae que viu al Iemen. El seu hàbitat natural és la vegetació baixa. La cria es realitza en basses. No hi ha cap amenaça significativa per a la supervivència d'aquesta espècie, tot i que la seva àrea de distribució restringida fa que sigui vulnerable a esdeveniments estocàstics. És una espècie terrestre que habita entorns d'aigua dolça.